# ガイアナの大統領一覧
ガイアナの大統領（ガイアナのだいとうりょう、英語: President of the Republic of Guyana）は、ガイアナ共和国の元首および政府の長たる大統領である。

## 概要
ガイアナ軍の最高指揮官でもある。1970年にガイアナが共和制を宣言した時は儀礼的権限のみ行使すると憲法に明記されていた。しかし、1980年の憲法改正によって大統領が行政府の長として位置付けられた。

## 選出
直接選挙ではなく各党の候補者名簿より選出される。任期は5年。

## 大統領の一覧
| 代  | 大統領                                              | 大統領                              | 所属政党                                  | 期                           | 在任期間                       | 在任期間     | 備考                          | 首相 （第一副大統領） | 首相 （第一副大統領）                     |
| --- | --------------------------------------------------- | ----------------------------------- | ----------------------------------------- | ---------------------------- | ------------------------------ | ------------ | ----------------------------- | --------------------- | ----------------------------------------- |
| 00— | エドワード・ビクター・ラックホー Edward Luckhoo     |                                     | 無所属                                    | －                           | 1970年2月23日 - 1970年3月17日  | 22日         | 暫定大統領 （前ガイアナ総督） |                       | フォーブス・バーナム Forbes Burnham       |
| 001 | アーサー・チュン Arthur Chung                       |                                     | 無所属                                    | 1                            | 1970年3月17日 - 1975年         | 10年 + 203日 |                               |                       | フォーブス・バーナム Forbes Burnham       |
| 001 | アーサー・チュン Arthur Chung                       | 2                                   | 無所属                                    | 1975年 - 1980年10月6日       |                                | 10年 + 203日 |                               |                       | フォーブス・バーナム Forbes Burnham       |
| 002 | フォーブス・バーナム Linden Forbes Sampson Burnham  |                                     | 人民民族会議 （PNCR）                     | 3                            | 1980年10月6日 - 1985年8月6日   | 4年 + 304日  | 在任中に死去                  |                       | プトレマイオス・リード Ptolemy Reid       |
| 002 | フォーブス・バーナム Linden Forbes Sampson Burnham  | デズモンド・ホイト Desmond Hoyte    | 人民民族会議 （PNCR）                     | 3                            | 1980年10月6日 - 1985年8月6日   | 4年 + 304日  | 在任中に死去                  |                       |                                           |
| 003 | デスモンド・ホイト Hugh Desmond Hoyte               |                                     | 人民民族会議 （PNCR）                     | 4                            | 1985年8月6日 - 1990年          | 7年 + 64日   |                               |                       | ハミルトン・グリーン Hamilton Green       |
| 003 | デスモンド・ホイト Hugh Desmond Hoyte               | －                                  | 人民民族会議 （PNCR）                     | 1990年 - 1992年10月9日       |                                | 7年 + 64日   |                               |                       | ハミルトン・グリーン Hamilton Green       |
| 004 | チェディ・ジェーガン Cheddi Berret Jagan            |                                     | 人民進歩党 （PPP/C）                      | 7                            | 1992年10月9日 - 1997年3月6日   | 4年 + 148日  |                               |                       | サミュエル・ハインズ Samuel Hinds         |
| 005 | サミュエル・ハインズ Samuel Archibald Anthony Hinds |                                     | 人民進歩党 （PPP/C）                      | 8                            | 1997年3月6日 - 1997年12月19日  | 288日        |                               |                       | ジャネット・ジェーガン Janet Jagan        |
| 006 | ジャネット・ジェーガン Janet Rosenberg Jagan        |                                     | 人民進歩党 （PPP/C）                      | 9                            | 1997年12月19日 - 1999年8月11日 | 1年 + 235日  |                               |                       | サミュエル・ハインズ Samuel Hinds         |
| 006 | ジャネット・ジェーガン Janet Rosenberg Jagan        | バラット・ジャグデオ Bharrat Jagdeo | 人民進歩党 （PPP/C）                      | 9                            | 1997年12月19日 - 1999年8月11日 | 1年 + 235日  |                               |                       |                                           |
| 007 | バラット・ジャグデオ Bharrat Jagdeo                 |                                     | 人民進歩党 （PPP/C）                      | 10                           | 1999年8月11日 - 2006年9月2日   | 12年 + 114日 |                               |                       | サミュエル・ハインズ Samuel Hinds         |
| 007 | バラット・ジャグデオ Bharrat Jagdeo                 | 11                                  | 人民進歩党 （PPP/C）                      | 2006年9月2日 - 2011年12月3日 |                                | 12年 + 114日 |                               |                       | サミュエル・ハインズ Samuel Hinds         |
| 008 | ドナルド・ラモター Donald Rabindranauth Ramotar     |                                     | 人民進歩党 （PPP/C）                      | 12                           | 2011年12月3日 - 2015年5月16日  | 3年 + 164日  |                               |                       | サミュエル・ハインズ Samuel Hinds         |
| 009 | デービッド・A・グレンジャー David Arthur Granger    |                                     | 国民統一のためのパートナーシップ （APNU） | 13                           | 2015年5月16日 - 2020年8月2日   | 5年 + 78日   |                               |                       | モーゼス・ナガムートゥー Moses Nagamootoo |
| 010 | イルファーン・アリ Mohamed Irfaan Ali               |                                     | 人民進歩党 （PPP/C）                      | 14                           | 2020年8月2日 - （現職）        | 4年 + 222日  |                               |                       | マーク・フィリップス Mark Phillips        |

## 大統領旗
ガイアナの国旗の黄色の部分（矢じり）を濃くし、端にフリンジが付けられた旗が大統領旗として用いられている。大統領旗は大統領が公務や軍の行事を訪問する際に掲げられる。一方、バラット・ジャグデオを除く歴代の大統領はいずれも独自の大統領旗を制定している。

標準、バラット・ジャグデオ政権が使用
アーサー・チュンの大統領旗
フォーブス・バーナムの大統領旗
デスモンド・ホイトの大統領旗
チェディ・ジェーガンの大統領旗
ジャネット・ジェーガンの大統領旗
ドナルド・ラモターの大統領旗
デービッド・A・グレンジャーの大統領旗
イルファーン・アリの大統領旗